# 保证争点
保证争点 是一个术语，用于描述 健康保险 领域中的一种情况，一个政策适应于任何符合条件的申请人却不考虑其健康状况。通常，这是保证争点不考虑如何售出健康保险所产生的结果，或者是为了给 投保前已有健康问题 的人提供一种途径去获得某种健康保险。
在 患者保护与平价医疗法案 (ACA)，所有 健康保险政策 必须在有保证争点的基础上售卖。
在ACA之前，少数几个州要求保险公司在个人健康保险市场出售基于这个争点的全覆盖保险。 此外， 1996年的《健康保险便携性和责任法案》中 "诚信的全覆盖"条款， 经常被认为是一个联邦保证争点规章 ，一些州采用一个 高风险池 的程序来执行这些条款。